# Dominic Hannigan
Dominic Hannigan (sinh ngày 10 tháng 7 năm 1965) là một cựu chính khách của Đảng Lao động Ailen, từng là Teachta Dála (TD) cho khu vực bầu cử của Meath East từ năm 2011 đến 2016. Ông là Thượng nghị sĩ của Hội đồng Lao động từ năm 2007 đến 2011.

## Tuổi thơ
Hannigan sinh ra ở Drogheda, Quận Louth. Ông được đào tạo tại Đại học College Dublin với bằng Kỹ sư Xây dựng, tại Đại học Thành phố Luân Đôn với bằng Thạc sĩ Giao thông và tại Đại học Luân Đôn với bằng Thạc sĩ Tài chính.
Ông di cư từ Ireland vào những năm 1980 để tìm việc làm. Hannigan trở về Ireland và làm kỹ sư xây dựng.

## Đời tư
Hannigan là người đồng tính công khai.